# OK Fred
OK Fred är en musiksingel utgiven av Chilly White & Kenny Peach (Kent Westerberg och Kent Irén) 1993. Låten nådde en tiondeplats på trackslistan 26 juni samma år. Låten är huvudsakligen baserad på John Holts låt OK Fred från 1971. Låten blev mer känd 1981 i en version av Errol Dunkley.

## Låtlista
- OK Fred (7 version)
- OK Fred (12 version)
- Streettalking
- Streettalking [Singback Version]